# Komoeniga
Komoeniga (Bulgaars: Комунига) is een dorp in Bulgarije. Het is gelegen in de gemeente Tsjernootsjene in de oblast  Kardzjali. De burgemeester in Roeftin Skevked van de Beweging voor Rechten en Vrijheden.

## Geografie
Het dorp Komoeniga ligt in de oostelijke Rodopen, op een hoogte van ongeveer 550 meter. Het reliëf is bergachtig en het klimaat wordt gekenmerkt door warme zomers en koude winters. Het dorp ligt aan de hoofdweg tussen Asenovgrad (48 km ten noordwesten van het dorp) en Kardzjali.

## Bevolking
Op 31 december 2018 telde het dorp Komoeniga 1.096 inwoners, waarmee het een van de grootste dorpen in de regio Kardzjali is.
| Jaar            | 1934 | 1946 | 1956 | 1965 | 1975 | 1985 | 1992 | 2001 | 2011 | 2018 |
| Aantal inwoners | 845  | 992  | 1147 | 1417 | 1430 | 1066 | 1140 | 1232 | 1186 | 1096 |

In het dorp Komoeniga leven nagenoeg uitsluitend Bulgaarse Turken (97,9%). Zo’n 1,9% van de bevolking, in totaal 21 personen, bestaat uit etnische Bulgaren. 

## Economie
Bijna 90 inwoners van het dorp Komoeniga zijn werkzaam bij de lokale machinefabriek
‘Pnevmatika-Fenix’. Desalniettemin blijft de zelfvoorzieningslandbouw en de tabaksteelt de belangrijkste inkomstenbron voor het levensonderhoud van de meeste huishoudens in het dorp.  